# 河原田菜々
河原田 菜々（かわはらだ なな、2004年11月13日 - ）は、日本中央競馬会（JRA）所属の騎手。渡辺薫彦厩舎（栗東トレーニングセンター）所属。

## 来歴・人物
2020年に競馬学校騎手課程39期生として入学。2023年に騎手免許を取得。
目標騎手に武豊を挙げている。

### 2023年
- 2月7日、JRA騎手免許試験に合格[3]。
- 3月4日の阪神競馬第1Rでデビュー。9番人気のサイモンブーケに騎乗して10着だった[1]。
- 3月19日の中京競馬第8Rでテーオーソラネルに騎乗して初勝利を挙げた[1]。
- 5月3日、開催日における騎手の通信機器（スマートフォン）不適切使用に対する制裁により、30日間（5月13日から6月11日まで）の騎乗停止となった[4]。
- 12月16日、中京2歳ステークスでクリスアーサーに騎乗し1着。見習騎手の減量特典が無い特別競走にて初勝利を達成する。

### 2024年
- 3月18日、中京競馬第1R及び第3Rにおいて、それぞれ4キロ減の51kgで騎乗予定だったが500gの超過となる51.5kgで騎乗、過怠金10万円の処分となった[5]。
- 11月24日、第69回京阪杯（GⅢ）でラプタスに騎乗し、重賞初出走となったが18着に終わる[6]。

## 騎乗成績

### 概要
|            | 日付           | 競馬場・開催  | 競走名           | 馬名             | 頭数 | 人気 | 着順 |
| ---------- | -------------- | ------------- | ---------------- | ---------------- | ---- | ---- | ---- |
| 初出走     | 2023年3月4日   | 1回阪神7日1R  | 3歳未勝利        | サイモンブーケ   | 13頭 | 9    | 10着 |
| 初勝利     | 2023年3月19日  | 2回中京4日8R  | 4歳以上1勝クラス | テーオーソラネル | 15頭 | 2    | 1着  |
| 重賞初騎乗 | 2024年11月24日 | 6回京都8日12R | 京阪杯           | ラプタス         | 18頭 | 18   | 18着 |

### 年度別成績

#### 中央競馬
| 年度   | 1着 | 2着 | 3着 | 騎乗数 | 勝率 | 連対率 | 複勝率 | 表彰 |
| ------ | --- | --- | --- | ------ | ---- | ------ | ------ | ---- |
| 2023年 | 13  | 12  | 18  | 339    | .038 | .074   | .127   |      |
| 中央   | 13  | 12  | 18  | 339    | .038 | .074   | .127   |      |

- 出典：JRA日本中央競馬会 騎手名鑑の過去成績より

#### 地方競馬
| 年度   | 1着 | 2着 | 3着 | 騎乗数 | 勝率 | 連対率 | 複勝率 |
| ------ | --- | --- | --- | ------ | ---- | ------ | ------ |
| 2023年 | 0   | 1   | 1   | 4      | .000 | .250   | .500   |
| 地方   | 0   | 1   | 1   | 4      | .000 | .250   | .500   |

- 出典：地方競馬全国協会 データ情報